# Мінерали лептоморфні
Мінерали лептоморфні (рос. минералы лептоморфные, англ. leptomorphic minerals; нім. leptomorphe Minerale n pl) — мінерали, які входять до складу кристалічної породи, але не мають кристалографічного обрису і здаються аморфними (наприклад, в основній масі так зване нефелінове скло). Термін маловживаний.